# عبد الرحمن بن خليفة بن عبد العزيز آل ثاني
عبد الرحمن بن خليفة بن عبد العزيز آل ثاني من قبيلة بني تميم. كان وزيرًا للبلدية والتخطيط العمراني بقطر في حكومة حمد بن خليفة آل ثاني.

## المؤهل الأكاديمي
تخرج من جامعة قطر سنة 1993، ونال درجة الماجستير في إدارة هندسة الإنشاءات من جامعة جورج واشنطن (أميركا) سنة 1997.

## الخبرات العملية
التحق للعمل بوزارة الشؤون البلدية والزراعة سنة 1993 بوظيفة مهندس متدرب. بعد حصوله على درجة الماجستير التحق بإدارة هندسة المباني بالوزارة كمنسق مشاريع، ثم مدير مشاريع بالإدارة. عمل بهيئة الأشغال العامة رئيسا لقسم التخطيط والمتابعة. كما عمل مديرا للإدارة الهندسية بالمكتب الهندسي الخاص. وعمل مديرا للمكتب الهندسي الخاص لحين صدور الأمر الأميري بتعيينه وزيرا للشؤون البلدية والزراعة بتاريخ 11/7/2006م. تم تعيينه وزيرا للبلدية والتخطيط العمراني في التشكيل الجديد في 2 يوليو 2008م.